# Stadion Miejski w Zambrowie
Stadion Miejski – wielofunkcyjny stadion w Zambrowie, w Polsce. Obiekt może pomieścić 1036 widzów. Swoje spotkania rozgrywają na nim piłkarze klubu Olimpia Zambrów.
W latach 2012–2014 stadion przeszedł gruntowną modernizację, m.in. powstała nowa, zadaszona trybuna główna i czterotorowa (sześciotorowa na głównej prostej), tartanowa bieżnia lekkoatletyczna. Pojemność obiektu została zredukowana z 4000 do 1036 widzów.
Przez dwa sezony, 2015/2016 i 2016/2017, obiekt gościł rozgrywki na szczeblu centralnym z udziałem Olimpii Zambrów (II liga – trzeci poziom rozgrywkowy). 